# Danny Murphy
Daniel Benjamin Murphy, más conocido como Danny Murphy, (18 de marzo de 1977, Chester, Cheshire, Inglaterra) es un exfutbolista inglés que jugaba de centrocampista. Ha sido dos veces elegido Jugador del Mes, una vez con el Liverpool F. C.  y otra vez con el Charlton Athletic F. C.

## Trayectoria

### Inicios
Murphy comenzó como cadete en Crewe Alexandra. Él fue a unas pruebas con el Manchester United en octubre de 1994. Murphy anotó en su debut para el Alexandra Crewe, saliendo del banquillo con 16 años a marcar el gol decisivo en la victoria por 4-3 contra el Preston North End. Murphy juega generalmente como volante hacia adelante para el Crewe, y se convirtió rápidamente en un favorito de los aficionados, anotando varios goles espectaculares de largo alcance y establecer objetivos claves. Mientras que en Gresty Road (el nombre del estadio del Alexandra Crew), Murphy formó una sociedad con el delantero prolífico Dele Adebola.
Muchos clubes de primera división tenía su ojo puesto en Danny Murphy antes de su eventual traslado a Liverpool. Antes de irse, él ayudó a llegar al Crewe a Football League One antes de pasar a la derrota por 1-0 ante el Brentford en el Estadio de Wembley por playoffs. Muchos aficionados del Crewe lo recuerdan con cariño y sueñan en su regreso como director técnico.

### Liverpool
Después de firmar para el Liverpool, no entra en la plantilla del primer equipo de inmediato y volvió a Crewe para un período exitoso en préstamo. Después de terminado el período de préstamo, se convirtió en un titular del equipo que hace su localía en Anfield.

## Palmarés

### Campeonatos nacionales
| Título         | Club      | País       | Año  |
| -------------- | --------- | ---------- | ---- |
| FA Cup         | Liverpool | Inglaterra | 2001 |
| Carling Cup    | Liverpool | Inglaterra | 2001 |
| Charity Shield | Liverpool | Inglaterra | 2001 |
| Carling Cup    | Liverpool | Inglaterra | 2003 |

### Campeonatos internacionales
| Título              | Club      | País       | Año  |
| ------------------- | --------- | ---------- | ---- |
| Copa de la UEFA     | Liverpool | Inglaterra | 2001 |
| Supercopa de Europa | Liverpool | Inglaterra | 2001 |